# توبيرسنت
توبيرسنت (بالفرنسية: Tubersent)‏ هي بلدية تقع في إقليم باد كاليه من منطقة نور با دو كاليه في شمال فرنسا. تبلغ مساحة هذه المدينة 6.9 (كم²)، وترتفع عن سطح البحر 14 م، يبلغ عدد سكانها 526 نسمة حسب إحصاء المعهد الوطني للإحصاء والدراسات الاقتصادية سنة 2009 م. وترأس Jean Liebaert البلدية خلال فترة (2008-2014).

## أعلام
- جون دبفات